# UB 7
UB 7 war ein deutsches U-Boot vom Typ UB I der Kaiserlichen Marine während des Ersten Weltkrieges. Das Boot lief Ende September 1916 im Schwarzen Meer auf eine Mine und sank.
Im Oktober 1914 erhielt die Germaniawerft den Auftrag für UB 7 und begann im November mit dem Bau. Mit kaum mehr als 28 m Länge verdrängte UB 7 127 t im aufgetauchten und 142 t im getauchten Zustand. Es war mit zwei Bugtorpedorohren, zwei Torpedos und einem an Deck montierten Maschinengewehr bewaffnet. UB 7 war ursprünglich eines von zwei UB&-I-Booten, die der k. u. k. Kriegsmarine übergeben werden sollten, um zwei österreichische U-Boote, die zu den Dardanellen abkommandiert wurden, zu ersetzen. In Sektionen zerlegt wurde UB 7 per Bahn im März 1915 zum Österreich-Ungarischen Hafen von Pola verfrachtet und dort wieder zusammengebaut. Die Kaiserliche Marine stellte das Boot im Mai in Dienst, da die Österreicher es nach dem Stapellauf im April nicht mehr benötigten.
Nach dem Stapellauf war UB 7 nur kurz Teil der U-Halbflottille Pola. Den größten Teil seiner Dienstzeit war das U-Boot für die U-Halbflottille Konstantinopel im Schwarzen Meer im Einsatz. UB 7 versenkte im September 1915 einen britischen Dampfer mit 6011 BRT. Bei der Beschießung von Warna durch russische Seestreitkräfte im Oktober trug das U-Boot wesentlich zur Abwehr bei. Das Boot sollte eigentlich der Bulgarischen Marine übergeben werden, als es Ende September 1916 vor Warna auf eine Mine lief und sank.

## Planung und Konstruktion
Nach dem schnellen Vorstoßen des Deutschen Heers entlang der Nordseeküste zu Beginn des Ersten Weltkrieges verfügte die Kaiserliche Marine über keine U-Boote, die in den engen und seichten Gewässern vor der Küste von Flandern operieren konnten. Ursprünglich forderte das RMA kleine, rein elektrisch betriebene U-Boote mit 80 t Verdrängung und einem Torpedorohr, die per Bahn zum Einsatzhafen transportiert und dort schnell zusammengebaut werden konnten. Nach Überarbeitung durch die U-Boot-Inspektion entstand die eigentliche Konstruktion (Projekt 34) für den Typ UB I mit 125 t Verdrängung, 28 m Länge und zwei Torpedorohren, die das RMA am 5. Oktober 1914 genehmigte. UB 7 war eines der acht UB-I-Boote – UB 1 bis UB 8 – für welche die Germaniawerft knapp zwei Monate nach Beginn der Planungen am 15. Oktober 1914 den Auftrag erhielt.
Die Germaniawerft legte UB 7 am 30. November 1914 auf Kiel. UB 7 war 28,1 m lang, 3,2 m breit und hatte einen Tiefgang von 3 m. Es verfügte über eine Antriebswelle, an die ein 45 kW (61 PS) starker Daimler-4-Zylinder-Dieselmotor für die Überwasserfahrt und ein 89 kW (121 PS) leistender Siemens-Schuckert-Elektromotor für die Fahrt unter Wasser gekuppelt waren. Damit konnte es maximal 6,5 kn (12 km/h) über Wasser und 5,5 kn (10,2 km/h) unter Wasser erreichen. Bei Überwasserfahrt hatte es eine Reichweite bis zu 1.650 sm (3.056 km) und mit einer Batterieladung kam es unter Wasser bis zu 45 sm (83 km) weit. Wie alle Boote seiner Klasse war es für eine Tauchtiefe von 50 m ausgelegt und konnte aufgrund der vielen Flutöffnungen seiner Tauchtanks in 22 Sekunden tauchen.
UB 7 war mit zwei 45-cm-Torpedos in zwei Bugtorpedorohren bewaffnet. Ein 8-mm-Maschinengewehr konnte an Deck aufgebaut werden. Die Besatzung bestand aus einem Offizier und 13 Unteroffizieren und Mannschaften.
Kurz vor der Fertigstellung von UB 7, im März 1915, baten Enver Pascha und andere türkische Anführer ihre deutschen und österreich-ungarischen Alliierten, U-Boote zu den Dardanellen zu entsenden. Die Boote sollten die britische und die französische Flotte angreifen, welche die türkischen Stellungen bei Gallipoli beschossen. Die Deutschen veranlassten, dass die k. u. k. Kriegsmarine zwei ihrer – auf der Germaniawerft gebauten Boote U 3 und U 4 – abstellten. Als Ersatz waren den Österreichern UB 7 und UB 8 versprochen.
Nach ihrer Fertigstellung auf der Germaniawerft wurden UB 7 und UB 8 für den Bahntransport vorbereitet. Zum Verladen eines Bootes waren drei Tiefladewagen für die drei Sektionen des Bootskörpers und weitere Waggons für den Turm, Teile des Oberdecks, die Maschinen und die Akkumulatoren notwendig. Am 15. März waren die Boote für den Transport zum Hauptkriegshafen der österreich-ungarischen Marine in Pola bereit. Die beiden österreichischen Boote waren zu diesem Zeitpunkt noch nicht einsatzbereit. Deutsche Pioniere und Techniker unter der Leitung von Kapitänleutnant Hans Adam, dem Chef des neu geschaffenen „U-Boot-Sonderkommandos Pola“ in Pola, begleiteten den Transport. Die Montage in Pola dauerte normalerweise zwei bis drei Wochen, folglich lief UB 7 irgendwann im April vom Stapel.

## Einsätze
Während der Probeläufe trat bei UB 7 ein Leck auf, dessen Reparatur einige Zeit dauerte. In der Zwischenzeit bekam das Boot einen österreichischen Kommandanten und die k.u.k. Marine registrierte es als U 7. Die deutsche Besatzung trug Zivilkleidung oder österreichische Uniformen, da die ursprüngliche Absicht, das Boot an die k.u.k. Marine zu übergeben, immer noch bestand. Die Zeit zog sich hin, ohne dass die österreichischen Boote U 3 und U 4 ihre Einsatzbereitschaft erreichten. Da sich der Seitenwechsel des früheren Alliierten Italien abzeichnete, fühlte sich vermutlich auch Admiral Anton Haus, der Oberbefehlshaber der k. u. k. Kriegsmarine, nicht mehr an sein Wort gebunden.
Aufgrund des Sinneswandels der Österreicher beschlossen die Deutschen, UB 7 zu behalten und den Türken zur Unterstützung zu schicken. Nach dem Abschluss der Leckreparaturen stellte Oberleutnant zur See Wilhelm Werner, 26 Jahre alt, das Boot für die Kaiserliche Marine am 6. Mai 1915 in Dienst. Nach der Indienststellung war das Boot vorübergehend der U-Halbflottille Pola zugeordnet.
Infolge seiner beschränkten Reichweite war es für UB 7 nicht möglich, den gesamten Weg in die Türkei selbstständig zurückzulegen. In der Nacht vom 15. auf den 16. Mai schleppte der österreichische Zerstörer Triglav das Boot durch die Straße von Otranto in das Ionische Meer. Am 30. Mai lief UB 7 – bis dato erfolglos – in Smyrna ein und schloss sich zusammen mit UB 8 und U 21 der Mittelmeerdivision an. Als Folge der limitierten Versorgung mit Torpedos und der schwachen Maschinen, die das Überwinden der starken Meeresströmungen bei den Dardanellen nahezu unmöglich machten, erwies sich UB 7 dort als wenig effektiv. Deswegen wurde das Boot vom 5. bis zum 22. Juli als erstes deutsches U-Boot im Schwarzen Meer auf Erkundungsfahrt geschickt.
Im September 1915 wurden UB 7 und UB 8 nach Warna in Bulgarien beordert, um an der russischen Schwarzmeerküste zu patrouillieren. Am 15. September torpedierte und versenkte UB 7 den britischen Dampfer Patagonia ungefähr 10,5 sm (19 km) nordöstlich von Odessa. Das Frachtschiff mit 6011 BRT war in diesem Monat das einzige Schiff, das die Mittelmeerdivision versenken konnte.
Da Bulgarien an der Seite der Mittelmächte in den Krieg eingetreten war, begannen Kriegsschiffe der russischen Schwarzmeerflotte und Flugzeuge von den Flugzeugmutterschiffen Almas und Imperator Nikolai I., am 25. Oktober Warna und die bulgarische Küste anzugreifen. Die zu diesem Zeitpunkt außerhalb von Warna stationierten UB 7 und UB 8 liefen zum Angriff aus, um die Beschießung zum Erliegen zu bringen. Am 27. Oktober konnte UB 7 einen Torpedo auf die Panteleimon abfeuern. Auch wenn die Besatzung von UB 7 dachte, eine Torpedoexplosion zu hören, gab es keinen Treffer auf der Panteleimon. Dessen ungeachtet brachen die russischen Seestreitkräfte die Beschießung ab und zogen sich zurück.
Anfang 1916 waren UB 7 und UB 8 immer noch im Schwarzen Meer im Einsatz. Die Deutschen konnten keine Erfolge im Schwarzen Meer verzeichnen, was aber auch nicht das Ziel war. Die Bulgaren erkannten den Wert der U-Boote bei der Abwehr der russischen Angriffe und begannen über den Kauf der beiden Boote zu verhandeln. Bulgarische Seeleute fuhren auf den beiden Booten mit und Techniker erhielten eine Ausbildung an der Unterseebootschule in Kiel. UB 8 wurde am 25. April an die Bulgarische Marine überstellt. Aus in der Literatur nicht zu klärenden Gründen fuhr UB 7 weiterhin unter der deutschen Flagge.
Im April 1916 übernahm Oberleutnant zur See Hans Lütjohann das Kommando von Wilhelm Werner, der nach seiner Rückkehr nach Deutschland neuer Kommandant von U 55 werden sollte.
Im Juli 1916 beauftragten die Deutschen die Midilli, vor Noworossijsk Minen auszubringen. UB 7 ging vor Sewastopol in Wartestellung, um zum Gegenangriff auslaufende Schiffe zu attackieren. Unglücklicherweise entdeckten russische Wasserflugzeuge UB 7, bombardierten das Boot und zwangen es zum Rückzug. Konteradmiral Koltschak konnte mit dem Schlachtschiff Imperatriza Marija, dem Kreuzer Kagul und fünf Zerstörern auslaufen. Die russische Flotte stellte die Breslau am 22. Juli. Die Breslau konnte mit Splitterschäden entkommen. In der Literatur ist nichts über Schäden an UB 7 bekannt.

## Untergang
Am 27. September 1916 verließ UB 7 Warna mit Ziel Sewastopol und verschwand spurlos. Das Schicksal von UB 7 blieb lange ungeklärt. Am 8. September 2010 entdeckten bulgarische Wracktaucher 15 sm (28 km) südöstlich von Warna bei 43° 2′ N, 28° 6′ O in 36 m Tiefe das Wrack eines unbekannten U-Bootes vom Typ UB I. Das Wrack konnte 2012 als UB 7 identifiziert werden. UB 7 geriet in ein 1916 ausgebrachtes bulgarisches Minenfeld, lief auf eine Mine und sank. Unter den fünfzehn Besatzungsmitgliedern, die ihr Leben verloren, waren auch der leitende Funkoffizier der Mittelmeerdivision und ein bulgarischer U-Boot-Fahrer, ein Praktikant aus Widin.

## Erfolge
| Datum         | Name               | Typ          | Tonnage (BRT) | Nationalität           | Schicksal |
| ------------- | ------------------ | ------------ | ------------- | ---------------------- | --------- |
| 15. Sep. 1915 | Patagonia          | Frachtschiff | 6.011         | Vereinigtes Königreich | versenkt  |
| 8. Apr. 1916  | Sal’dagan          | Segelschiff  | 75            | Russland               | versenkt  |
| 9. Apr. 1916  | Gryoza             | Segelschiff  | 119           | Russland               | versenkt  |
| 31. Aug. 1916 | unbekanntes Schiff | Segelschiff  | 78            | Russland               | versenkt  |
|               |                    | Gesamt:      | 6.283         |                        |           |